# Melchor Ordóñez y Viana
Melchor Ordóñez y Viana Cárdenas (Màlaga, 18 de novembre de 1811 -Madrid, 23 de gener de 1860) va ser un polític espanyol.

## Biografia
Llicenciat en dret, el 1845 va treballar de Degà del Col·legi d'Advocats de Màlaga, d'on havia estat governador civil en 1843 i 1844. El 1846 fou governador civil de Sevilla i en 1847 novament de Màlaga, on l'1 de juny de 1847 confeccionà el Primer Assaig de Legislació Taurina per Màlaga.
De tendència conservadora, també va ser Governador Civil de València i Cadis en 1847, de Cadis, Màlaga i València e 1848 i ministre de la Governació entre abril i agost de 1851 durant el govern de Juan Bravo Murillo. Durant cinc mandats, seria cap superior polític de Màlaga i secretari d'Estat i del despatx de la Governació del Regne. També fou dos cops governador civil de Barcelona, en 1853-1854 i 1856-1857, i de Madrid en 1852. Va morir a Madrid el dia 23 de gener de 1860, amb tan sols 49 anys.